# Lukáš Dryml
Lukáš Dryml (ur. 16 kwietnia 1981 w Pardubicach) – czeski żużlowiec.

## Życiorys

### Kariera sportowa
W lidze polskiej zadebiutował w 1999 roku w barwach RKM Rybnik, następnie reprezentował Śląsk Świętochłowice (2000), Pergo Gorzów Wielkopolski (2002), Unię Leszno (2003), w sezonie 2006 związany był z Unią Tarnów, a na 2007 rok podpisał kontrakt z Włókniarzem Częstochowa. Następnie w roku 2008 został wypożyczony do KM Ostrów Wielkopolski. W sezonie 2009 startował w Stali Rzeszów. W 2010 r. reprezentował barwy Lubelskiego Węgla KMŻ.
Do jego największych sukcesów należy indywidualne mistrzostwo Europy juniorów w 2000 roku, medale indywidualnych mistrzostw świata juniorów: srebrny w 2001 oraz złoty w 2002 oraz udział w cyklu Grand Prix w latach 2002–2004 oraz 2008.
15 kwietnia 2014 ogłosił zakończenie swojej kariery żużlowej.

### Życie prywatne
Syn Aleša Drymla i brat Aleša Drymla, również żużlowców.

## Starty w Grand Prix (Indywidualnych Mistrzostwach Świata na żużlu)

### Miejsca na podium w poszczególnych zawodachGrand Prix
| Nr | Dzień       | Rok  | Nazwa                  | Miejscowość | Tor                               | Miejsce | Punkty | Biegi             | Zwycięzca        |
| -- | ----------- | ---- | ---------------------- | ----------- | --------------------------------- | ------- | ------ | ----------------- | ---------------- |
| 1. | 6 lipca     | 2002 | Grand Prix Szwecji     | Sztokholm   | Stadion Olimpijski (sztuczny tor) | 2       | 20     | (2,1,3,0,2,2,2,2) | Tony Rickardsson |
| 2. | 31 sierpnia | 2002 | Grand Prix Skandynawii | Göteborg    | Ullevi (sztuczny tor)             | 3       | 18     | (0,2,2,3,1)       | Leigh Adams      |
| 3. | 17 maja     | 2003 | Grand Prix Europy      | Chorzów     | Stadion Śląski                    | 3       | 18     | (2,2,1,3,2,2,1)   | Tony Rickardsson |
| 4. | 31 maja     | 2003 | Grand Prix Szwecji     | Avesta      | Motor Stadion Brovalla            | 2       | 20     | (2,3,1,2,2,2)     | Ryan Sullivan    |

### Punkty w poszczególnych zawodachGrand Prix
| Sezon 2002             |                       |                                |                                |                                |                           |                           |                       |                       |                       |                      |         |         |         |         |         |         |         |         |         |         |         |         |         |         |         |        |        |        |        |        |        |        |        |        |        |        |        |        |        |        |        |        |        |        |        |        |        |
| GP Norwegii – Hamar    | GP Polski – Bydgoszcz | GP Wielkiej Brytanii – Cardiff | GP Słowenii – Krško            | GP Szwecji – Sztokholm         | GP Czech – Praga          | GP Skandynawii – Göteborg | GP Europy – Chorzów   | GP Danii – Vojens     | GP Australii – Sydney | miejsce              | miejsce | miejsce | miejsce | miejsce | miejsce | miejsce | miejsce | miejsce | miejsce | miejsce | miejsce | miejsce | miejsce | miejsce | miejsce | punkty | punkty | punkty | punkty | punkty | punkty | punkty | punkty | punkty | punkty | punkty | punkty | punkty | punkty | punkty | punkty | punkty | punkty | punkty | punkty | punkty | punkty |
| 5                      | 1                     | 6                              | 7                              | 20                             | 11                        | 18                        | 8                     | 8                     | 11                    | 10                   | 10      | 10      | 10      | 10      | 10      | 10      | 10      | 10      | 10      | 10      | 10      | 10      | 10      | 10      | 10      | 95     | 95     | 95     | 95     | 95     | 95     | 95     | 95     | 95     | 95     | 95     | 95     | 95     | 95     | 95     | 95     | 95     | 95     | 95     | 95     | 95     | 95     |
| Sezon 2003             |                       |                                |                                |                                |                           |                           |                       |                       |                       |                      |         |         |         |         |         |         |         |         |         |         |         |         |         |         |         |        |        |        |        |        |        |        |        |        |        |        |        |        |        |        |        |        |        |        |        |        |        |
| GP Europy – Chorzów    | GP Szwecji – Avesta   | GP Wielkiej Brytanii – Cardiff | GP Danii – Kopenhaga           | GP Słowenii – Krško            | GP Skandynawii – Göteborg | GP Czech – Praga          | GP Polski – Bydgoszcz | GP Norwegii – Hamar   | miejsce               | miejsce              | miejsce | miejsce | miejsce | miejsce | miejsce | miejsce | miejsce | miejsce | miejsce | miejsce | miejsce | miejsce | miejsce | miejsce | miejsce | punkty | punkty | punkty | punkty | punkty | punkty | punkty | punkty | punkty | punkty | punkty | punkty | punkty | punkty | punkty | punkty | punkty | punkty | punkty | punkty | punkty | punkty |
| 18                     | 20                    | 8                              | 7                              | 5                              | –                         | –                         | –                     | –                     | 12                    | 12                   | 12      | 12      | 12      | 12      | 12      | 12      | 12      | 12      | 12      | 12      | 12      | 12      | 12      | 12      | 12      | 58     | 58     | 58     | 58     | 58     | 58     | 58     | 58     | 58     | 58     | 58     | 58     | 58     | 58     | 58     | 58     | 58     | 58     | 58     | 58     | 58     | 58     |
| Sezon 2004             |                       |                                |                                |                                |                           |                           |                       |                       |                       |                      |         |         |         |         |         |         |         |         |         |         |         |         |         |         |         |        |        |        |        |        |        |        |        |        |        |        |        |        |        |        |        |        |        |        |        |        |        |
| GP Szwecji – Sztokholm | GP Czech – Praga      | GP Europy – Wrocław            | GP Wielkiej Brytanii – Cardiff | GP Danii – Kopenhaga           | GP Skandynawii – Göteborg | GP Słowenii – Krško       | GP Polski – Bydgoszcz | GP Norwegii – Hamar   | miejsce               | miejsce              | miejsce | miejsce | miejsce | miejsce | miejsce | miejsce | miejsce | miejsce | miejsce | miejsce | miejsce | miejsce | miejsce | miejsce | miejsce | punkty | punkty | punkty | punkty | punkty | punkty | punkty | punkty | punkty | punkty | punkty | punkty | punkty | punkty | punkty | punkty | punkty | punkty | punkty | punkty | punkty | punkty |
| 3                      | 6                     | 2                              | 2                              | 1                              | 3                         | 4                         | 1                     | –                     | 21                    | 21                   | 21      | 21      | 21      | 21      | 21      | 21      | 21      | 21      | 21      | 21      | 21      | 21      | 21      | 21      | 21      | 22     | 22     | 22     | 22     | 22     | 22     | 22     | 22     | 22     | 22     | 22     | 22     | 22     | 22     | 22     | 22     | 22     | 22     | 22     | 22     | 22     | 22     |
| Sezon 2008             |                       |                                |                                |                                |                           |                           |                       |                       |                       |                      |         |         |         |         |         |         |         |         |         |         |         |         |         |         |         |        |        |        |        |        |        |        |        |        |        |        |        |        |        |        |        |        |        |        |        |        |        |
| GP Słowenii – Krško    | GP Europy – Leszno    | GP Szwecji – Göteborg          | GP Danii – Kopenhaga           | GP Wielkiej Brytanii – Cardiff | GP Czech – Praga          | GP Skandynawii – Målilla  | GP Łotwy – Dyneburg   | GP Polski – Bydgoszcz | GP Włoch – Lonigo     | GP Finał – Bydgoszcz | miejsce | miejsce | miejsce | miejsce | miejsce | miejsce | miejsce | miejsce | miejsce | miejsce | miejsce | miejsce | miejsce | miejsce | miejsce | punkty | punkty | punkty | punkty | punkty | punkty | punkty | punkty | punkty | punkty | punkty | punkty | punkty | punkty | punkty | punkty | punkty | punkty | punkty | punkty | punkty |        |
| 9                      | 2                     | 3                              | 1                              | 1                              | 4                         | 5                         | 7                     | 3                     | 4                     | 8                    | 15      | 15      | 15      | 15      | 15      | 15      | 15      | 15      | 15      | 15      | 15      | 15      | 15      | 15      | 15      | 47     | 47     | 47     | 47     | 47     | 47     | 47     | 47     | 47     | 47     | 47     | 47     | 47     | 47     | 47     | 47     | 47     | 47     | 47     | 47     | 47     |        |

| Statystyki        | Statystyki |
| ----------------- | ---------- |
| Starty            | 34         |
| Zwycięstwa        | 0          |
| Miejsca na podium | 4          |
| Finalista         | 4          |
| Punkty            | 222        |